# Meelis Loit
Meelis Loit (ur. 15 kwietnia 1971 w Tallinnie) – estoński szpadzista, srebrny medalista mistrzostw świata.
Podczas mistrzostw świata w Nîmes w 2001 roku Estończycy w składzie: Kaido Kaaberma, Nikolai Novosjolov, Sergei Vaht i Meelis Loit zdobyli srebrny medal w zawodach drużynowych. Był też między innymi czwarty drużynowo i siódmy indywidualnie na mistrzostwach świata w Lizbonie w 2002 roku.
Wystartował na igrzyskach olimpijskich w Atlancie w 1996 roku, gdzie był piąty drużynowo, a indywidualnie zajął 35. miejsce. Brał także udział w igrzyskach olimpijskich w Sydney w 2000 roku, gdzie indywidualnie był trzydziesty, a drużynowo dziewiąty.
Był też między innymi piąty w turnieju drużynowym na mistrzostwach Europy w Bolzano w 1999 roku.